# Petteri Koponen
Petteri Johannes Koponen (Helsínquia, 13 de abril de 1988) é um basquetebolista profissional finlandês que atualmente defende o FC Bayern de Munique. Possui 1,94m de altura e pesa 88kg, atua na posição Armador onde tem se destacado como distribuidor de assistências e alcançando o posto de máximo assistente no Campeonato Mundial de Basquetebol Masculino de 2014.
Entrou na loteria do Draft da NBA em 2007 tendo sido escolhido na 30ª escolha na 1ª Rodada pelo Philadelphia 76ers porém não ingressou na Liga nesta ocasião.